# The Millennium
Pour les articles homonymes, voir Millennium.
 (novembre 2015).
 (novembre 2015).
Si vous disposez d'ouvrages ou d'articles de référence ou si vous connaissez des sites web de qualité traitant du thème abordé ici, merci de compléter l'article en donnant les références utiles à sa vérifiabilité et en les liant à la section « Notes et références ».
The Millennium est un collectif musical américain d'origine californienne, conçu par le producteur et compositeur Curt Boettcher (en). Il a publié un unique album en 1968 Begin aux influences sunshine pop et rock psychédélique.

## L'origine du groupe
Les membres du collectif se sont rencontrés au gré des activités musicales de chacun, ainsi Boettcher avait brièvement travaillé avec le batteur Ron Edgar au sein du groupe folk The Goldebriars. Après sa dissolution, Edgar rejoignit le groupe The Music Machine dans lequel apparaissait Doug Rhodes à la basse.
The Music Machine a obtenu un hit dans le Top 20 américain avec la chanson Talk Talk avant sa dissolution.
Curt Boettcher (en) a aussi formé un groupe appelé The Ballroom dans lequel Sandy Salisbury était le chanteur. Lee Mallory a travaillé en tant qu'auteur et artiste solo, Boettcher fut producteur de certaines de ses chansons, notamment la reprise de Phil Ochs That's the Way it's Gonna Be.
Mais c'est surtout son travail de producteur sur le premier album du groupe The Association qui lui amena une certaine audience dans le milieu musical. C'est à cette occasion que Boettcher a rencontré le producteur et ami de Brian Wilson, Gary Usher qui lui permit de signer un contrat en tant que producteur avec Columbia Records.
En 1967, Gary Usher demanda à Curt Boettcher de l'aider à enregistrer un album de son projet Sagittarius qui venait d'avoir un hit mineur avec son single My World Fell Down. Une partie des chansons de cet album intitulé Present Tense a été écrite par Curt Boettcher car elle provenait des séances de son groupe précédent The Ballroom.
L'influence de Gary Usher et le relatif succès de Boettcher en tant que producteur convainquit Columbia Records de financer le projet de Boettcher appelé The Millennium.

## Genèse de l'albumBegin
Curt Boettcher réunit les musiciens Lee Mallory,Sandy Salisbury,Joey Stec, Michael Fennelly, guitares et chants ainsi que Doug Rhodes à la basse, piano, clavecin et Ron Edgar à la batterie et percussions. Il demanda à son ami du collège Keith Olsen de l'aider à produire l'album intitulé Begin.
Le disque fut l'album le plus cher enregistré par Columbia Records, ce qui n’incita pas les dirigeants de Columbia à être patients. En effet la parution du disque en 1968 fut un échec total. La difficulté de promouvoir un album pop dans une époque dominée par les groupes de Blues Rock ainsi que la réticence de Curt Boettcher (en) à effectuer une véritable tournée promotionnelle aboutit à faire de l'album un flop commercial alors même que les critiques semblaient élogieuses.
Les autres membres du groupe furent aussi découragés par la difficulté à reproduire sur scène l'album qui était sur le plan technique très pointu, Curt Boettcher avec Keith Olsen ayant utilisés les meilleurs technologies du moment.
Le groupe fut dissous après la parution d'un dernier single. Malgré son échec commercial, l'album fut reconnu comme étant un des meilleurs disques de la fin des années 60. Il fut notamment réédité dans les années 2000.

## Membres
- Curt Boettcher (en) - chant, guitare
- Ron Edgar - batterie, chant
- Michael Fennelly- guitare, chant
- Lee Mallory- chant
- Doug Rhodes- cor, clavier, chant
- Sandy Salisbury- guitare, chant
- Patrick Shanahan- batterie
- Joey Stec- guitare
- Red Rhodes- pedal steel guitar
- Doug Dillard- banjo

## Discographie
- Begin (1968, Columbia Records)

Compilations
- The Second Millennium (2000, Dreamsville)
- The Millennium Continues (2000, Trattoria)
- Magic Time (2001, Sundazed Records)
- Voices of the Millennium (Sonic Past Music)
- Pieces (Sonic Past Music)

Coffret
- The Millennium at Last (2012, Sony Music Japan)